# شخص زیبا
شخص زیبا (به انگلیسی: The Beautiful Person) و (به فرانسوی: La Belle Personne) فیلمی محصول سال ۲۰۰۸ و به کارگردانی کریستف اونوره با الهام از نوشته‌های مادام دو لا فایت است. در این فیلم بازیگرانی همچون لویی گارل، لئا سیدو، گرگوار لوپرنس رانگه، آنائیس دموستیه، آگاته بونیتزر، استر گارل، کلوتید امه و کیارا ماسترویانی ایفای نقش کرده‌اند.